# شیشما (روسیه)
شیشما (به لاتین: Shishma) یک منطقهٔ مسکونی در روسیه است که در باشقیرستان واقع شده‌است.